# Винингс (Џорџија)
Винингс (енгл. Vinings) насељено је место без административног статуса у америчкој савезној држави Џорџија.

## Демографија
По попису из 2010. године број становника је 9.734, што је 57 (0,6%) становника више него 2000. године.
| Група             | 2000.         | 2010.         |
| Белци             | 7.805 (80,7%) | 5.913 (60,7%) |
| Афроамериканци    | 1.170 (12,1%) | 2.736 (28,1%) |
| Азијати           | 357 (3,7%)    | 406 (4,2%)    |
| Хиспаноамериканци | 219 (2,3%)    | 502 (5,2%)    |
| Укупно            | 9.677         | 9.734         |